# Ivan Semënovič Kozlovskij
Ivan Semënovič Kozlovskij (in russo Ива́н Семё́нович Козло́вский?; in ucraino Іван Семенович Козловський?, Ivan Semenovyč Kozlovs'kyj; Marianivka, 24 marzo 1900 – Mosca, 21 dicembre 1993) è stato un tenore sovietico e una delle star liriche sovietiche e russe più note dell'Opera russa, nonché produttore e direttore della sua compagnia d'opera e insegnante di lunga data al Conservatorio di Mosca. Artista del popolo dell'Unione Sovietica (1940) ed Eroe del lavoro socialista (1980).

## Biografia
Ivan Kozlovskij nacque nel villaggio di Marianivka, vicino a Bila Cerkva, nel Governatorato di Kiev, Impero russo (ora in Ucraina) ed ha iniziato a cantare all'età di sette anni nel coro del Monastero dorato di San Michele. Continuò a studiare recitazione, pianoforte e canto (con il famoso soprano Olena Muravjova) presso la Kyiv National I.K. Karpenko-Kary Theatre, Cinema and Television University. Cantò anche con suo fratello nel coro di Aleksandr Košec a Kiev. Questa istruzione fu interrotta dopo due anni, a causa dello scoppio della guerra civile all'indomani della Rivoluzione russa del 1905. Kozlovskij cantò in un quartetto vocale sotto la direzione di O. Svešnikov. La sua voce gli permise di entrare a far parte degli ingegneri dell'esercito, come cantante solista in una banda militare.
Ha fatto il suo debutto operistico nel 1920 come Faust al teatro Poltava, dove ha cantato fino al 1923. Seguì con impegni all'opera di Kharkiv nel 1923-4 e al teatro dell'opera di Ekaterinburg (allora chiamata Sverdlovsk) nel 1924-6, prima diventando uno dei tenori principali al Teatro Bol'šoj di Mosca dal 1926 al 1954. Ebbe un'audizione memorabile al Bol'šoj nel 1924, secondo quanto riferito, raggiungendo facilmente le note più alte del registro (nel corso della sua carriera, ha sviluppato una reputazione per cantando la nota più alta possibile e aggrappandosi ad essa per l'ulteriore adulazione). Al Bol'šoj, passò sotto la guida di Leonid Sobinov, il principale tenore russo dell'epoca. Kozlovskij continuò a cantare in oltre 50 opere come tenore principale del Bol'šoj.
Nel 1938 Kozlovskij organizzò e diresse un ensemble di concerti di cantanti lirici, l'Unione dei lavoratori del teatro della Federazione Russa, dirigendo se stesso in Werther di Massenet e Orfeo ed Euridice di Gluck, tra le altre produzioni. Nel 1940 riceve il prestigioso titolo di Artista del popolo dell'Unione Sovietica.
Kozlovskij era noto per essere il cantante preferito di Iosif Stalin. Kozlovskij acquisì grande fama in tutta l'Unione Sovietica, ma non gli fu mai permesso di lasciare i suoi confini.
Kozlovskij aveva una rivalità amichevole con Sergej Jakovlevič Lemešev, un altro cantante d'opera russo immensamente popolare. Entrambi cantavano spesso gli stessi ruoli e gli amanti dell'opera russa erano divisi in sostenitori dell'uno o dell'altro. L'atrio del teatro era un luogo di rissa tra i fan chiamati scherzosamente "lemešistky" e "kozlovitjanky" ( Сергей Яковлевич Лемешев, Sergey Lemeshev.).
Kozlovskij sposò la popolare attrice Alexandra Herzig (1886-1964), che aveva 14 anni più di lui e molto più conosciuta, tanto che il pubblico lo chiamava "il marito di Herzig". Più tardi, quando raggiunse una maggiore fama, Herzig divenne nota come "la moglie di Kozlovs'kyj". Dopo che il suo primo matrimonio si concluse con un divorzio, Kozlovskij si risposò, questa volta con un'attrice di 14 anni più giovane di lui, Galina Sergeeva. Sergeeva interpretò la protagonista femminile nei film Pyška (Пышкa) ("Palla di sego", 1934), Ljubov Aljony (Любoв Aлйoни) ("L'amore di Aljona", 1934) e Vesenni dni (Весенні днi) ("Giorni di primavera", 1934). Anche se gli diede due figlie, il matrimonio con Kozlovskij non durò a lungo.

## Kozlovskij e gli spettacoli da solista
Kozlovskij tenne molti concerti in tutta l'Unione Sovietica, cantando canzoni e romanze russe e ucraine, oltre a lieder tedeschi di Schubert, Schumann e Liszt. Insegnò canto al Conservatorio di Mosca dal 1956 al 1980. Dopo il 1954 Kozlovskij continuò ad apparire saltuariamente al Bol'šoj, facendo la sua ultima apparizione nel 1970 nel ruolo di Jurodivy (il Sempliciotto) in Boris Godunov. Ha continuato ad apparire frequentemente in pubblico e ha persino cantato il 4 luglio 1985 al 90º compleanno di Mark Reizen al Bol'šoj. L'ultimo concerto di Kozlovskij ebbe luogo nel 1989 alla Casa centrale degli scrittori di Mosca. Morì a Mosca all'età di 93 anni.

## Kozlovskij e la musica ucraina
Kozlovskij per tutta la vita è stato un attivo sostenitore della musica ucraina e ha eseguito opere di compositori ucraini come Mykola Lysenko, Jakiv Stepovyj, Kyrylo Stecenko e Mykola Arkas. Nel 1924 cantò il ruolo di Jontek in Halka di Moniuszko in ucraino. Nel 1940 diresse la prima rappresentazione dell'opera ucraina Kateryna di Mykola Arkas e nel 1954 Natalka Poltavka di Mykola Lysenko. Nel 1970 finanziò la costruzione di una scuola di musica nel suo villaggio natale di Marianivka. Ha registrato 22 dischi di canzoni popolari ucraine, romanze e arie in ucraino. Kozlovskij è stato anche autore di numerose Memorie sui cantanti ucraini O. Petrusevyč, Mychailo Donec', M. Mykyš, Borys Hmyria ed altri.

## Lascito
Kozlovskij ha cantato più di 50 ruoli operistici ed è stato particolarmente famoso come Lenskij in Eugenio Onegin, Berendej in The Snow Maiden, Levko in Notte di maggio, l'ospite indiano in Sadko, Vladimir in Il principe Igor', Nero nell'opera di Rubinstein, Dubrovskij nell'opera di Napravnik, e così via. Si distinse anche nel repertorio occidentale: Faust (Gounod), Werther, Rigoletto, Il barbiere di Siviglia, Lohengrin, Orfeo ed Euridice, La traviata, La bohème, e così via.
Nel settembre 1993 l'asteroide della cintura 4944 Kozlovskij è stato nominato così in onore della carriera di Ivan Kozlovskij (M.P.C. 22504);
Il suo famoso rivale Sergej Lemešev ha ricevuto lo stesso onore con l'asteroide 4561 Lemeshev alla sua morte nel 1978.

## Citazioni
"Si dice che Ivan Kozlovskij considerasse la sua voce come il suo unico e solo possesso e pregasse ogni mattina ringraziando il Signore per il dono inestimabile che gli faceva..." (Olga Fyodorova, Music portraits)
"Lemešev è un tenore "tedesco" molto più lirico e tenero di quelli a cui siamo abituati. Lui e Kozlovskij erano rivali di lunga data; ognuno canta l'aria di Lenskij, con accenti piuttosto diversi". (Stefan Zucker)
"31 ottobre 2005, 17:31. Monumento al noto cantante ucraino Ivan Kozlovskij da erigere a Kiev. Questa decisione è stata presa dal municipio di Kiev. È stato deciso che l'amministrazione statale del distretto di Pečersk deve erigere il monumento a sue spese." (Dalla notizia ufficiale)

## Discografia
- The Great Russian Tenor - Ivan Kozlovsky: Pearl GEM0221, Pubblicato il 7 febbraio 2005 ADD
- Russian Opera at the Bolshoi: The Vintage Years: DVD Region 1 (riproducibile in tutto il mondo) #FD2019, sottotitoli in russo e inglese. 112m. B& W/Color, Dolby Digital audio.
- Čajkovskij, Eugenio Onegin Aleksandr Ivanovich Orlov: Melodija D 0253/60 (1952), D 09377/82(1962), Le Chant du Monde LDX 8088/90, Bruno 23001/3, Colosseum CRLP 10270, 80 e 90
- Musorgskij, Boris Godunov, Melodija D 0305/12 (1952), D 05836/43 (1959); Ultraphone 159/62; Bruno 23025/7; Colosseum 124/6; Period SPLP 554 (1952), 1033 ( Collegamento. URL consultato il 1º settembre 2021 (archiviato dall'url originale il 12 maggio 2006).)